# Jean-Yves Veillard
Pour les articles homonymes, voir Veillard.
 (août 2016).
Jean-Yves Veillard, né le 19 février 1939 à Rennes et mort le 25 mars 2020 à Rennes, est un historien français.

## Biographie
Jean-Yves Veillard fait partie des scouts Bleimor, comme Alan Stivell et Donatien Laurent (ce dernier mort comme Veillard le 25 mars 2020).
Historien et chercheur, il est l'auteur d'une thèse sur Rennes au XIXe siècle qui aborde de manière originale l'histoire de la ville, mettant en relief le milieu des architectes et de l'urbanisme.
Militant, engagé, il est membre fondateur de l'Union démocratique bretonne (UDB) en 1964 aux côtés notamment de Roger « Ronan » Leprohon (br). Il sera le premier rédacteur en chef de Le Peuple breton. 
Nommé conservateur au musée d'art et d'archéologie de Rennes en 1967, il poursuit le développement d'une section "Histoire de la Bretagne", dans l'esprit du musée régional de synthèse pensé par Georges Henri Rivière après guerre. En 1976, il devient directeur du "nouveau" musée de Bretagne de Rennes, devenu autonome du musée des Beaux-arts et poursuit le développement de l'institution avec deux grands chantiers : l'ouverture vers la dimension écomuséale, avec la création et l'ouverture en 1987 de l'écomusée du pays de Rennes, dans la ferme de la Bintinais ; l'extension et le déménagement du musée de Bretagne, qui prend forme avec le projet du NEC et l'ouverture de l'équipement culturel des Champs Libres en 2006.
Ses engagements au service du patrimoine, de la culture bretonne et des musées sont multiples et ont contribué fortement à l'évolution du rôle des musées dans la société tout comme à faire émerger de nouveaux objets patrimoniaux ou manière de rendre accessible le patrimoine.
Il fait valoir ses droits à la retraite en 2000 mais poursuit inlassablement ses engagements et recherches, notamment autour du fonds Dreyfus conservé au musée de Bretagne. Il est à l'origine, en 2004-2005, de la création de l'association Les Amis du Patrimoine Rennais, dont il devient le premier président.

## Publications
Jean-Yves Veillard est l’auteur de nombreux ouvrages.
- Rennes au XIXe siècle : architectes, urbanisme et architecture, Rennes, éditions de Thabor, 1978.
- Études sur la presse en Bretagne aux XIXe et XXe siècles, avec Jacques Néré, Jean-Yves Jézéquel, Marie-Thérèse Cloître, Brest, Centre de recherche bretonne et celtique, 1981.
- Rennes naguère : 1850-1939 (photographies anciennes), préface de Michel Denis, Paris, éditions Payot, collection « Mémoires des villes », 1981, 207 p.  (ISBN 2-228-60060-1).
- L’Ecomusée du pays de Rennes, avec Alison Clarke, Jean-Luc Maillard, Rennes, éditions Ouest-France, 1991  (ISBN 2-7373-0816-X).
- Promenades à Rennes. Le XIXe siècle, Rennes, éditions Ouest-France, 1991,  (ISBN 2-7373-0748-1).
- L’affaire Dreyfus et l’opinion publique en France et à l’étranger, Michel Denis, Michel Lagrée et Jean-Yves Veillard (dir.). 1995  (ISBN 2-86847-160-9).
- Dictionnaire du patrimoine breton, sous la direction d'Alain Croix et Jean-Yves Veillard. Éditions Apogée, octobre 2000  (ISBN 2-84398-084-4) (inclus un CD).
- Ar Seiz Breur 1923-1947, la création bretonne entre tradition et modernité, sous dir. de Daniel Le Couédic et Jean-Yves Veillard, Rennes, Musée de Bretagne, 2000  (ISBN 2-84362-091-0).
- Dictionnaire du patrimoine rennais, Rennes, éditions Apogée, 2004  (ISBN 2-84398-167-0) (inclus un CD).
- Ar Seiz Breur 1923-1947, la création bretonne entre tradition et modernité, réédition Plomelin, éditions Palantines, 2007  (ISBN 978-2-911434-71-6).

Il est aussi l’auteur de nombreux catalogues dont :
- Celtes et Armorique, Musée de Bretagne, 19 juillet-20 septembre 1971.
- Catalogue des intailles et camées de la collection du président de Robien, musée des beaux-arts de Rennes, 1972.